# ヒストリック・イングランド
ヒストリック・イングランド、英語: Historic England、公式名称：イングランド歴史的建造物・記念物委員会、英語: Historic Buildings and Monuments Commission for England）は、文化・メディア・スポーツ省（DCMS）が後援となっているイギリス政府の政府外公共機関である。歴史的建造物やモニュメントをリストアップし、保存を行い、中央政府と地方自治体へ助言することでイングランドの歴史環境を保護することを仕事としている。
前組織は1983年の国家遺産法によって正式に制定され、1984年4月から2015年4月にかけてイングリッシュ・ヘリテッジの名称で運営された。2015年に、国家遺産コレクションの保護を第三セクターとなったイングリッシュ・ヘリテッジに移行されたのに伴い、それ以外の残った組織をヒストリック・イングランドと改名した。